# Slaget i Caribien
Slaget i Caribien blev udkæmpet under 2. verdenkrig (1942-1945). Tyske ubåde forsøgte at angribe de Allieredes olieforsyninger og andet materiel. De sænkede skibe i det Caribiske Hav og angreb olieraffinaderier på Aruba. Forbedret allieret anti-ubådskrigsførelse drev til sidst ubådene ud af Caribien, hvilket resulterede i en allieret sejr.
| Historie | Spire Denne historieartikel er en spire som bør udbygges. Du er velkommen til at hjælpe Wikipedia ved at udvide den. |